# フウセンモ属
フウセンモ属（フウセンモぞく; ボトリジウム属、学名: Botrydium）は、不等毛藻（オクロ植物門）の黄緑色藻綱フウセンモ目に分類される属の1つである。一般名としてフウセンモともよばれるが、本属の特定の種（Botrydium granulatum）に「フウセンモ（風船藻）」の和名を充てていることもある。水田の畦など湿土上に、緑色の球形から棍棒状の多核体を形成する（図1）。直径数ミリメートルに達することもあるが、基本的に単細胞で隔壁を欠き、多数の核と葉緑体を含む。基部は分岐する仮根になり、土壌中に伸びている。不動胞子や耐久胞子による無性生殖を行い、また鞭毛をもつ配偶子の合体による有性生殖を行う。世界中から12種ほどが報告されている。

## 特徴

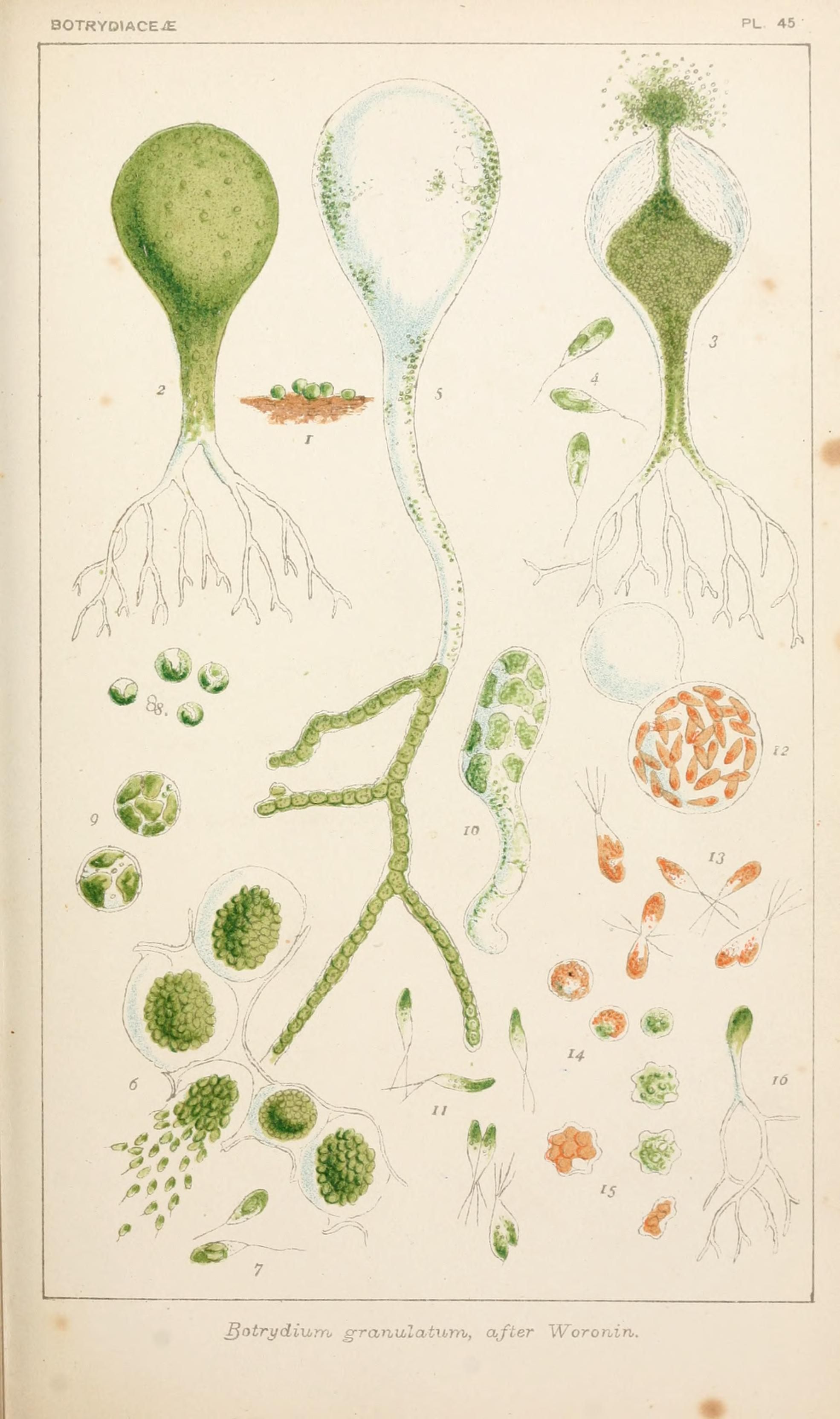
2. フウセンモ

藻体は、地上にある嚢状部と、地中へ伸びる分岐した仮根からなる（図2）。藻体は多核体であり、細胞隔壁はなく、ひとつながりの原形質を含む。地上の嚢状部は球状から棍棒状、大きなものは直径数ミリメートルに達する。藻体内の大部分は液胞で占められ、表層に多数の核と盤状の葉緑体が存在する。仮根内にはふつう葉緑体はないが、多数の核が存在する。細胞壁には、しばしば炭酸カルシウムが沈着している。
藻体の原形質が多数の原形質（単核または多核）に分断し、細胞壁を形成して球形の不動胞子（aplanospore）になることで無性生殖を行う（図2）。不動胞子は発芽して栄養体になる。また、乾燥すると原形質が不定形に分断されて厚い細胞壁を形成して大型の耐久胞子（hypnospore, resting cyst）になることもある（図2）。耐久胞子は、水に浸かると鞭毛細胞を放出する（図2）。
有性生殖においては、水没した際に藻体の原形質全体が分裂して多数（約4万個ともされる）の配偶子となり、放出される（図2）。配偶子は涙滴型で頂端付近から2本の不等鞭毛が生じ、1–4個の葉緑体をもつ。ほぼ同大またはやや大きさの異なる配偶子が合体し、接合子を形成、これが発芽して藻体を形成する（図2）。また、配偶子が合体することなく新たな藻体へと発生することもある。

## 生態
フウセンモ属の藻類は湿土上に生育し、川や湖沼の岸辺、水田の畦、畑や温室の裸地などに見られる（図1, 3）。ときに大量に発生し、土壌を覆っていることもある。フウセンモ（Botrydium granulatum）は、春や秋に見られる。
Emericellopsis mirabilis（子嚢菌門フンタマカビ綱）が、フウセンモ（Botrydium granulatum）の地上部に寄生している例が報告されている。

## 分類
属名の Botrydium は、ギリシア語の botrydion（小さなブドウの房）に由来する。
フウセンモ属は、多核嚢状性の藻体をもつことから、フシナシミドロ目に分類されていた。しかしフシナシミドロ属（Vaucheria）とは相違点が多く、また分子系統学的研究からもフウセンモ属とフシナシミドロ属の近縁性は支持されないことから、フウセンモ目として分けられるようになった（下表1）。ただし分子系統学的研究からは、フウセンモ属は、細胞壁が2個のパーツからなる黄緑色藻（トリボネマ属 Tribonema やオフィオキチウム属 Ophiocytium）からなる系統群の中に含まれることが示されている。
2023年現在、フウセンモ属には12種ほどが知られる（下表1）。
| 表1. フウセンモ属の分類体系 - 黄緑色藻綱 Xanthophyceae P.Allorge ex F.E.Fritsch, 1935 - フウセンモ目 Botrydiales Schaffner, 1922 - フウセンモ科 Botrydiaceae Rabenhorst, 1863 - フウセンモ属 Botrydium Wallroth, 1815 - Botrydium bechererianum Vischer, 1938 - Botrydium corniforme Vodenicharov, 1960 - Botrydium cystosum Vischer, 1938 - エダウチフウセンモ Botrydium divisum M.O.P.Iyengar, 1925 地上の嚢状部は基部で分岐し、くびれをもつ棍棒状、大きさは 1–1.5 × 0.3–0.5 mm。 - フウセンモ Botrydium granulatum (L.) Greville, 1830 シノニム: Ulva granulata L., 1753; Linckia granulata (L.) Wiggers, 1780; Hydrogastrum granulatum (L.) Desvaux, 1818; Ulva radicata Retzius, 1769; Tremella globulosa Hedwig, 1798; Vaucheria radicata (Retzius) C.Agardh, 1811; Botrydium argillaceum Wallroth, 1815; Rhizococcum crepitans Desmazières, 1831; Botrydium rupestre Opiz, 1852; Botrydium vulgare Pascher, 1925 地上の嚢状部は球形、直径 0.5–2 mm。 - Botrydium intermedium M.O.P.Iyengar ex A.R.Rao, 1935 - Botrydium milleri Vodenicharov, 1960 - Botrydium pachydermum V.V.Miller, 1927 - Botrydium sinicum Skvortzov, 1959 - Botrydium stoloniferum A.K.Mitra, 1951 - タマネフウセンモ Botrydium tuberosum M.O.P.Iyengar, 1925 地上の嚢状部は球形、直径 0.1–0.25 mm。 - Botrydium wallrothii Kützing, 1842 シノニム: Hydrogastrum wallrothii (Kützing) Trevisan, 1845 |